# Manuel José Astorga Camus
Manuel José Astorga Camus (n. Santiago; 1784 - f. Santiago; 28 de noviembre de 1844) fue un militar patriota y parlamentario.

## Biografía
Hijo de Miguel de Astorga y Torres y María Ana de Camus Andrade, nació en Santiago en el mes de junio de 1784. El 12 de octubre de 1812, como paisano, suscribió el Reglamento Constitucional Provisorio. El 1 y 2 de octubre de 1814 estuvo en el Desastre de Rancagua, a cargo del Batallón n.º 3, defiendo la trinchera sur de la plaza. Fue ascendido a coronel. En 1817 fue designado como sargento mayor del Batallón n.º 1 de Guardias Nacionales de Infantería. Ese año fue destinado por el Libertador O'Higgins para que incautase los bienes de los realistas prófugos o acusados de conspiración y en 1821 fue enviado por O'Higgins a sofocar una revuelta pero retornó a territorio chileno sin necesidad de actuar. En 1822 era edecán del Director Supremo.  
Se casó en la parroquia del Sagrario de Santiago, el 6 de abril de 1822 con Mariana Gertrudis Salinas López, con quien tuvo nueve hijos, uno de ellos José Ramón Astorga Salinas, obispo de Martyrópolis.
Fue diputado por Aconcagua en la Asamblea Provincial de Aconcagua en 1831, ocupando el cargo de secretario de dicha Asamblea.
Falleció en Santiago el 28 de noviembre de 1844.
En diversos textos se le confunde con su hermano mayor llamado José Manuel Astorga Camus y quien fue diputado en diversas legislaturas.